# Loaita
Loaita o Isla Kota (filipino: Kota; chino: 岛 钥 南, pinyin: Dao Nanyue; vietnamita: Đảo Loại Ta) es la décima mayor de las islas Spratly. Además es la quinta isla más grande de las Spratly ocupadas por las Filipinas. Su superficie es de 6,45 hectáreas. Se encuentra a 22 millas (35 km) al sureste de la isla Thitu Island (Isla Pagasa) también ocupada por las Filipinas, y a 22 millas (35 km) al noreste de Taiwán que ocupa la isla de Itu Aba. Esta isla es administrada por las Filipinas, como parte de Kalayaan, Palawan. Kota es una palabra filipina para referirse a una fortaleza.

## Geografía
Loaita bordea al banco Loaita y su arrecife. Su afloramiento de calcarenita es visible a lo largo de su lado occidental durante la marea baja. El aspecto actual de la isla indica la acumulación de arena a lo largo de su lado oriental. La parte en forma de ancla finalmente se conecta con la parte norte y la acumulación de arena sigue creando así otra mini-laguna en el proceso. La presencia de la migración de las aves marinas se suma a los contenidos altos de fósforo de arena que se encuentran en la isla. En ocasiones, las tortugas marinas gigantes ponen sus huevos en la isla. Está cubierto con arbustos de manglares, por encima del cual se levantan las palmas de coco y otros árboles pequeños.

## Ocupación por parte de Filipinas
Esta isla es reclamada por China, Taiwán y Vietnam pero es Filipinas quien actualmente la ocupa. Varios soldados filipinos están estacionados aquí desde 1968, cuando las fuerzas filipinas ocuparon este territorio. Hay sólo una o dos estructuras en esta isla que sirven como refugios de los soldados.
Los soldados estacionados aquí también vigilan el cercano Cayo Lankiam (isla de Panata), que se encuentra a 8 millas (13 km) al noreste de la isla de Kota.
Loaita Nan y Cayo Loaita, que son distintos de la isla Kota, se encuentran a 5 millas (8 km) al noroeste y 1,5 millas (2 km) al sur-noreste de Kota, respectivamente. Estos se caracterizan por estar desocupados, pero son en gran parte controlados por las Filipinas dada su proximidad con la isla de Kota.